# Michael Feast
Michael Feast (25 de noviembre de 1946) es un actor británico. Nació en Brighton, y se educó en el Central School of Speech and Drama. Actuó en producciones originales de Londres como en 1968 con Hair. Ha trabajado varias veces con John Gielgud, al cual interpretó en la obra biográfica de Nicolas de Jongh, Plague Over England. Feast tuvo un papel significativo en la serie State of Play. También hizo de Aeron Greyjoy en la sexta temporada de Game of Thrones.
En su filmografía se encuentran I Start Counting (1970), Private Road (1971), Hermano Sol, Hermana Luna (1972), Got It Made (1974), Hardcore (1977), The Music Machine (1979), McVicar (1980), The Draughtsman's Contract (1982), The Fool (1990), Velvet Goldmine (1998), Prometheus (1998), The Tribe (1998), Sleepy Hollow (1999), Long Time Dead (2002), Boudica (2003), Penelope (2006), The Deaths of Ian Stone (2007) y Encontrarás dragones (2011).